# Happiness (グループ)
Happiness（ハピネス）は、日本の女性ダンス&ボーカルグループ。2008年から2023年まで活動していた。所属事務所はLDH。レーベルはrhythm zone。

## 略歴
2008年
- 10月26日、EXPGから選ばれたSAYAKA、MIMU、KAEDE、KAREN、MIYUUの5人で結成[1]。EXILEのライブツアーにサポートメンバーとして参加するなど活動を開始する。

2009年
- 7月24日、「LDH DREAM GIRLS AUDITION 2008」[2]の準グランプリ受賞者であるYURINOが加入[1][リンク切れ]。
- 10月21日、DVDシングル「Happy Talk」でインディーズデビュー[3][4]。
- 12月25日、「Happinessボーカルオーディション」[5]の合格者であるMAYUが加入[1][リンク切れ]。

2011年
- 2月9日、シングル「Kiss Me」でメジャーデビュー[6]。
- 12月20日、MIMUが諸事情により休んでいることを発表[7]。

2012年
- 1月27日、MIMUが学業優先のため一時活動休止することを発表[8]。
- 10月25日、MIMUが学業に専念するため正式に脱退したことを発表[9]。

2013年
- 5月27日、E-girlsの須田アンナ・川本璃の加入を発表[10][11]。
- 7月2日 - 8月11日、「Happiness vs Flower」の対決企画として2組がそれぞれ武者修行ツアーを行った（Flowerが勝利）[12]。

2014年
- 1月、MIYUUがリーダーに就任[13]。
- 4月7日、杉枝(旧名MAYU)が個人活動に移行するため脱退したことを発表[14]。

2020年
- 12月15日、YURINOと須田が年内をもって所属事務所を退社することを発表。それに伴いグループも年内をもって脱退することを発表[15]。
- 12月28日、配信ライブ『LIVE×ONLINE BEYOND THE BORDER』が上記2名の最後の活動となった[15]。

2023年
- 6月5日、同年9月26日をもって解散することを発表[16]。
- 9月26日、KT Zepp Yokohamaでラストライブ『Happiness LAST LIVE 2023 "Happiness"』を開催し解散した。

## メンバー
| 名前                       | 生年月日               | 出身             | 備考                                |
| 解散時のメンバー           | 解散時のメンバー       | 解散時のメンバー | 解散時のメンバー                    |
| -------------------------- | ---------------------- | ---------------- | ----------------------------------- |
| SAYAKA （サヤカ）          | 1995年9月20日（29歳）  | 宮崎県           | パフォーマー                        |
| 楓 （かえで）              | 1996年1月11日（29歳）  | 神奈川県         | パフォーマー 旧芸名：KAEDE          |
| 藤井夏恋 （ふじい かれん） | 1996年7月16日（28歳）  | 大阪府           | ボーカル&パフォーマー 旧芸名：KAREN |
| MIYUU （ミユウ）           | 1996年8月16日（28歳）  | 神奈川県         | リーダー&パフォーマー               |
| 川本璃 （かわもと るり）   | 1996年4月12日（29歳）  | 大阪府           | ボーカル&パフォーマー               |
| 活動中に脱退したメンバー   |                        |                  |                                     |
| MIMU （ミム）              | 1995年12月30日（29歳） | 兵庫県           | パフォーマー                        |
| 杉枝真結 （すぎえだ まゆ） | 1996年1月2日（29歳）   | 大阪府           | ボーカル&パフォーマー 旧芸名：MAYU  |
| YURINO （ユリノ）          | 1996年2月6日（29歳）   | 宮崎県           | パフォーマー                        |
| 須田アンナ （すだ アンナ） | 1997年10月12日（27歳） | 東京都           | パフォーマー                        |

## 作品
順位はオリコン週間ランキングの最高位

### シングル
| #           | 発売日         | タイトル                        | 順位        |             |
| DVDシングル | DVDシングル    | DVDシングル                     | DVDシングル | DVDシングル |
| ----------- | -------------- | ------------------------------- | ----------- | ----------- |
| 1           | 2009年10月21日 | Happy Talk                      | -           |             |
| CDシングル  |                |                                 |             |             |
| 1           | 2011年2月9日   | Kiss Me                         | 22位        |             |
| 2           | 2011年4月27日  | フレンズ                        | 20位        |             |
| 3           | 2011年8月17日  | Wish                            | 12位        |             |
| 4           | 2012年5月16日  | We Can Fly                      | 19位        |             |
| 5           | 2013年8月7日   | Sunshine Dream 〜一度きりの夏〜 | 7位         |             |
| 6           | 2014年5月28日  | JUICY LOVE                      | 7位         |             |
| 7           | 2014年11月19日 | Seek A Light                    | 7位         |             |
| 8           | 2015年10月14日 | Holiday                         | 2位         |             |
| 9           | 2016年2月3日   | Sexy Young Beautiful            | 5位         |             |
| 10          | 2017年2月8日   | REWIND                          | 4位         |             |
| 11          | 2017年9月20日  | GOLD                            | 1位         |             |
| 12          | 2019年6月12日  | POWER GIRLS                     | 8位         |             |
| 13          | 2019年9月11日  | Chao Chao                       | 6位         |             |

### 配信シングル
|   | 発売日        | タイトル    |
| - | ------------- | ----------- |
| 1 | 2019年1月16日 | POWER GIRLS |
| 2 | 2022年2月9日  | Everything  |

### アルバム
| # | 発売日         | タイトル        | 順位 |
| - | -------------- | --------------- | ---- |
| 1 | 2012年6月20日  | Happy Time      | 10位 |
| 2 | 2016年10月12日 | GIRLZ N' EFFECT | 2位  |

### 参加作品
| 発売日       | 曲名                   | 収録作品                                           |
| ------------ | ---------------------- | -------------------------------------------------- |
| 2011年7月6日 | Really Into You        | DJ MAKIDAI『DJ MAKIDAI from EXILE Treasure MIX 3』 |
| 2017年2月1日 | ポッケ feat. Happiness | DANCE EARTH PARTY『I』                             |

## タイアップ
| 曲名                 | タイアップ                                                       | 収録作品                            |
| -------------------- | ---------------------------------------------------------------- | ----------------------------------- |
| Happy Talk           | ミスタードーナツ「ショコラフレンチ」「フロッキーシュー」CMソング | 1stシングル「Kiss Me」              |
| one more time        | JR東海「トーキョー☆ブックマーク」CMソング                        | 2ndシングル「フレンズ」             |
| Wish                 | TBS系『COUNT DOWN TV』2011年8月度オープニングテーマ              | 3rdシングル「Wish」                 |
| I’m for you          | 「03GIRL ハートプルミスト」テーマソング                          | 4thシングル「We Can Fly」           |
| We Can Fly           | テレビ東京系『ピラメキーノ』2012年5月度エンディングテーマ        | 4thシングル「We Can Fly」           |
| We Can Fly           | NSSAダンスプロジェクト2012 オフィシャルソング                    | 4thシングル「We Can Fly」           |
| We Can Fly           | 宝島社『Sweet』2012年8月号、9月号CMソング                        | 4thシングル「We Can Fly」           |
| Have A Good Time     | オートバックス「カーナビスーパーフェア」CMソング                 | 1stアルバム『Happy Time』           |
| JUICY LOVE           | 日本テレビ系『PON!』2014年5月度エンディングテーマ                | 6thシングル「JUICY LOVE」           |
| JUICY LOVE           | 近鉄パッセ｢Pass'e いきなり OFF SALE!｣TV-CMソング                 | 6thシングル「JUICY LOVE」           |
| Seek A Light         | テレビ朝日系『お願い!ランキング』2014年11月度エンディングテーマ  | 7thシングル「Seek A Light」         |
| Seek A Light         | 福島テレビ系『第30回東日本女子駅伝』大会応援ソング               | 7thシングル「Seek A Light」         |
| Holiday              | UHA味覚糖「e-maのど飴」CMソング                                  | 8thシングル「Holiday」              |
| Holiday              | テレビ朝日系『お願い!ランキング』2015年10月度エンディングテーマ  | 8thシングル「Holiday」              |
| Holiday              | アルペン「衝撃スノーボードバーゲン」CMソング                     | 8thシングル「Holiday」              |
| Sexy Young Beautiful | KOSE「ファシオ」CMソング                                         | 9thシングル「Sexy Young Beautiful」 |
| Sexy Young Beautiful | 日本テレビ系『スッキリ!!』2016年2月度エンディングテーマ          | 9thシングル「Sexy Young Beautiful」 |
| Born to be Free      | シルク・ドゥ・ソレイユ「ダイハツ トーテム」CMソング              | 9thシングル「Sexy Young Beautiful」 |
| Love Wonderland      | Samantha Thavasa Autumn-Winter 2016 CMソング                     | 2ndアルバム『GIRLZ N' EFFECT』      |
| Always               | 映画『イタズラなKiss THE MOVIE 〜ハイスクール編〜』主題歌        | 2ndアルバム『GIRLZ N' EFFECT』      |
| GOLD                 | FM FUJI 月間パワープレイ「SOUND FOREST」                         | 11thシングル「GOLD」                |
| POWER GIRLS          | しまむら「フォトプリであそぼう」CMソング                         | 12thシングル「POWER GIRLS」         |

## ライブ・イベント

### 単独
- 8月10日：MAYUが伝染性単核球症を患い下記3公演の延期を発表[18]
- 8月12日：埼玉・HEAVEN'S ROCK さいたま新都心
- 8月18日：福岡・DRUM Be-1
- 8月23日：ツアーの中止を発表[19]
- 8月26日：大阪・OSAKA MUSE
- 10月14日：福岡・DRUM Be-1（振替公演）

- 11月09日：北海道・Zepp Sapporo
- 11月13日：広島・広島文化学園HBGホール
- 11月15日：新潟・新潟県民会館
- 11月19日：東京・豊洲PIT
- 11月24日：東京・Zepp Diver City
- 11月26日：東京・人見記念講堂
- 11月30日：福岡・福岡サンパレス
- 12月02日：大阪・オリックス劇場
- 12月05日：愛知・Zepp Nagoya
- 12月09日：大阪・Zepp Namba
- 12月16日：宮城・仙台サンプラザホール
- 12月20日：愛知・日本特殊陶業市民会館フォレストホール

Happiness LIVE TOUR 2016 GIRLZ N' EFFECT THE FINAL
- 2017年1月17日：東京・東京国際フォーラム ホールA

- 9月26日：神奈川・KT Zepp Yokohama

### 合同
- E.G. POWER 2019 〜POWER to the DOME〜（2019年2月22日 - 5月25日）

### イベント
- Happiness Fan Meeting 2022 #ハピクリ（2022年12月16日）[20]
- Happiness Fan Meeting 2023 "Happiness"（2023年7月23日 - 8月6日）[16]

### 配信
- LIVE×ONLINE IMAGINATION（2020年9月25日：ABEMA、以下同じ）
- LIVE×ONLINE BEYOND THE BORDER（2020年12月28日）
- LIVE×ONLINE COUNTDOWN 2021▶︎2022（2021年12月31日）[21]

## 出演

### テレビ
- 週刊EXILE（2011年1月 - 、TBS）

### CM
- ミスタードーナツ 「ショコラフレンチ」「フロッキーシュー」（2009年）[22]
- シルク・ドゥ・ソレイユ「ダイハツ トーテム」（2016年） - スペシャルサポーター[23]

### 広告
- ABC-MART adidas Originals「DANCEシリーズ」「CUTEシリーズ」（2011年）

### ミュージックビデオ
- EXILE「Someday（こどもバージョン）」（2009年）[要出典]
- EXILE「24karats STAY GOLD（KIDS & GIRLS Version）」（2011年）[要出典]
- EXILE「Rising Sun」（2011年）[24]
- 三代目 J SOUL BROTHERS from EXILE TRIBE「TONIGHT(XXXRemix)」Happiness answer performance ver.（2021年）

### 雑誌
- Myojo（2011年5月号 - 2012年6月号、集英社）

### ラジオ
- GIRLS♥GIRLS♥GIRLS =FULL BOOST=「Happy Talk」（2011年10月 - 2017年3月、FM-FUJI）